# Régiment de tirailleurs cambodgiens
Le régiment de tirailleurs cambodgiens (RTC) est une unité militaire des troupes coloniales française formée de soldats recrutés au protectorat français du Cambodge. Il combat notamment lors de la Seconde Guerre mondiale contre les forces thaïlandaises et japonaises.

## Création et différentes dénominations
- 1902 : création du bataillon de tirailleurs cambodgiens (BTC)
- 1907 : dissolution
- 1929 : nouvelle formation du bataillon de tirailleurs cambodgiens
- 1939 : formation d'un second BTC
- 1940 : devient régiment de tirailleurs cambodgiens
- 1945 : détruit au combat

## Historique

### Avant 1914

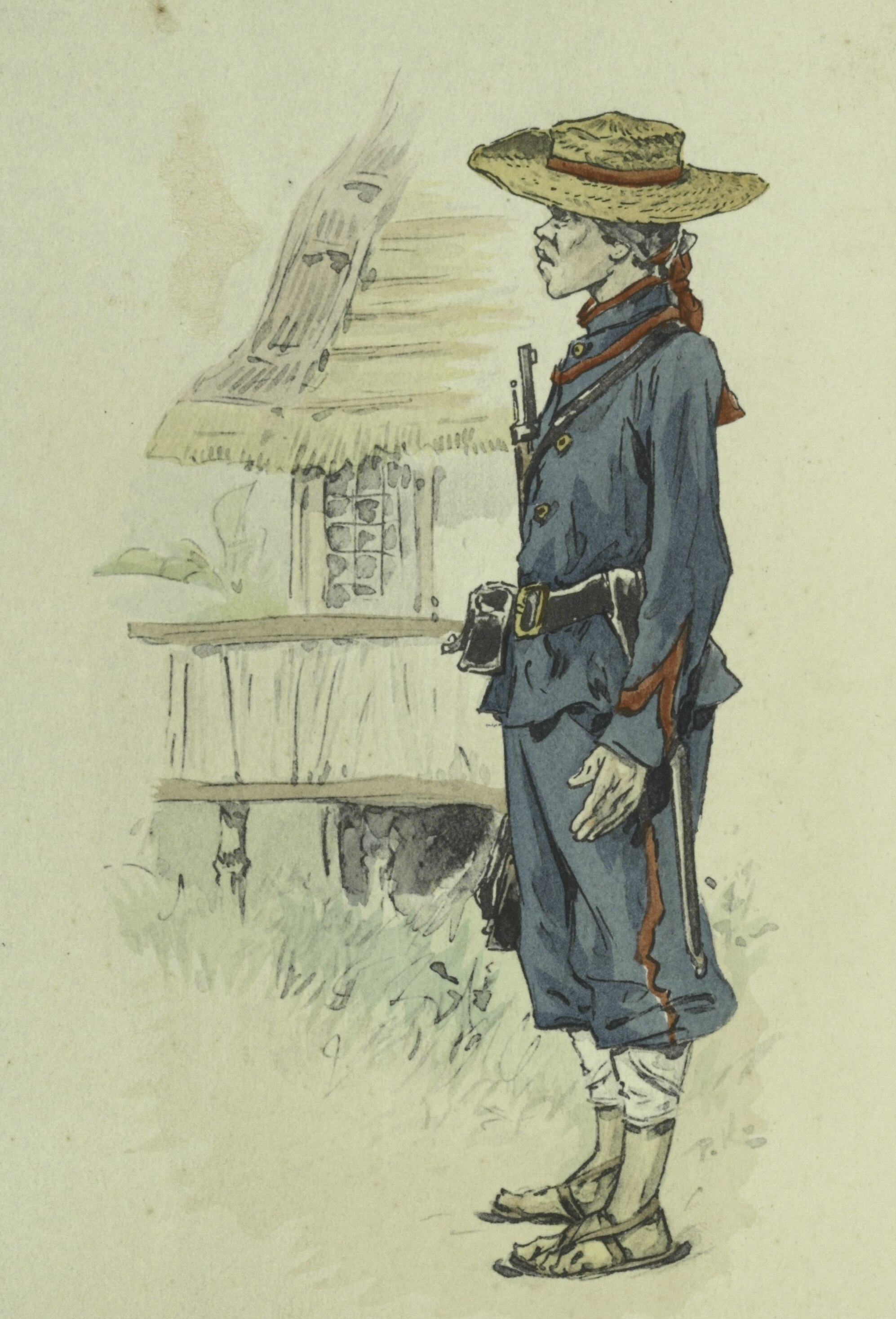
Tirailleurs cambodgien vers 1902.

Le bataillon de tirailleurs cambodgiens, à deux compagnies, est formé le 28 mai 1902, à partir des Cambodgiens servant dans le régiment de tirailleurs annamites (RTA). Les tirailleurs cambodgiens, basés à Phnom Penh, Kampong Chhnang et Pursat, participent à la lutte contre les pirates sévissant dans le protectorat ,. Par respect vis-à-vis de la hiérarchie royale, le bataillon incorpore des dignitaires de la cour comme « colonels honoraires ».
Le BTC est dissous fin 1907 et ses hommes rejoignent des unités cambodgiennes formées au sein du RTA.

### Entre-deux-guerres
Le bataillon est recréé fin 1929 à Phnom Penh et Battambang. Il dépend de la division de Cochinchine-Cambodge,. En 1939, le bataillon se dédouble et forme un deuxième BTC.

### Seconde Guerre mondiale
Le 1er janvier 1940, les deux bataillons sont réunis pour former le régiment de tirailleurs cambodgiens, à trois bataillons. Le régiment est engagé en 1940-1941 dans la guerre franco-thaïlandaise,.
Il combat lors de la Seconde Guerre mondiale contre les forces japonaises et disparaît les 9 et 10 mars 1945 lors du coup de force japonais en Indochine.
Des vétérans du RTC forment l'ossature de la nouvelle Armée royale khmère formée fin 1945.

## Traditions

### Uniforme et équipement
L'uniforme est semblable à celui des tirailleurs annamites mais plus confortable. Les tirailleurs cambodgiens portent une veste ample à col rabattu et une culotte cycliste large. Les tirailleurs sont coiffés d'un béret rouge (ils peuvent également porter un chapeau de paille à bandeau rouge). L'uniforme est de couleur bleu en hiver et blanche en été .
Comme les autres tirailleurs indochinois, les tirailleurs cambodgiens sont équipés du fusil de tirailleur modèle 1902,.

### Insigne
De fabrication locale et non homologué, l'insigne est réalisé en 1939 pour le BTC (puis repris en 1940 par le RTC). Il présente un garuda, animal mythique de l'Hindouisme et du Bouddhisme,.